# Соколов, Александр Сергеевич (волейболист)
Александр Сергеевич Соколов (род. 1 марта 1982, Коломна) — российский волейболист, либеро. Заслуженный мастер спорта (2011). Олимпийский чемпион (2012).

## Спортивная карьера
Александр Соколов начинал заниматься волейболом в Коломне под руководством Валерия Владимировича Бельтюкова. В 1998 году дебютировал в высшей лиге чемпионата России за московский «Спартак».
В 1999 году стал победителем чемпионата мира среди юношей, проходившего в Саудовской Аравии. В 2000—2001 годах успешно выступал в составе молодёжной сборной России, став чемпионом Европы и серебряным призёром чемпионата мира. 
В 2002 году вместе с другим игроком «молодёжки», Тарасом Хтеем, был вызван в национальную сборную России и принял участие в двух матчах интерконтинентального раунда Мировой лиги — 27 и 28 июля в Дюссельдорфе против сборной Германии. На турнире Мировой лиги 2003 года сыграл во всех матчах сборной России.
До 2009 года Александр Соколов в течение десяти сезонов выступал за ярославский «Нефтяник» («Ярославич»), затем перешёл в «Факел», из которого в 2011-м, спустя 8 лет, вновь был вызван в сборную и в качестве её основного либеро стал победителем Мировой лиги и Кубка мира. В 2012 году завоевал золото на Олимпийских играх в Лондоне.
Осенью 2013 года вновь пополнил состав «Ярославича», но из-за травмы ахиллова сухожилия и операции пропустил половину сезона. Следующим клубом в карьере Александра Соколова стало краснодарское «Динамо», а в 2015 году он в очередной раз вернулся в «Ярославич», который в то время выступал в высшей лиге «А» чемпионата России. По итогам сезона-2016/17 завоевал вместе с командой путёвку в Суперлигу.
В 2018 году вернулся в национальную сборную и в её составе стал победителем первого в истории турнира Лиги наций.  
В сезоне-2019/20 выступал за сосновоборское «Динамо-ЛО».

## Достижения

### Со сборными
- Чемпион Олимпийских игр (2012).
- Победитель Мировой лиги (2011).
- Обладатель Кубка мира (2011).
- Победитель Лиги наций (2018).
- Чемпион мира среди юниоров (1999).
- Чемпион Европы среди молодёжи (2000).
- Серебряный призёр чемпионата мира среди молодёжи (2001).
- Победитель Всемирной Универсиады (2009).

### Личные
- Участник Матчей звёзд России (2010, 2011, 2012, 2013).

## Награды
- Орден Дружбы (13 августа 2012 года) — за большой вклад в развитие физической культуры и спорта, высокие спортивные достижения на Играх XXX Олимпиады 2012 года в городе Лондоне (Великобритания)[6].
- Заслуженный мастер спорта России (20 августа 2012 года)[7].